# Sacri Monti do Piemonte e da Lombardia
O Sacro Monti do Piemonte e Lombardia (Montanhas Sagradas em italiano) é uma série de nove grupos de capelas e outras construções encontradas no Norte da Itália, construídas entre os Séculos XVI e XVII. São dedicadas a vários aspectos do Cristianismo e são consideradas de grande beleza graças a habilidade com que foram integradas a paisagem natural ao redor como colinas, florestas e lagos. Também possuem muito material artístico como pinturas e estátuas.

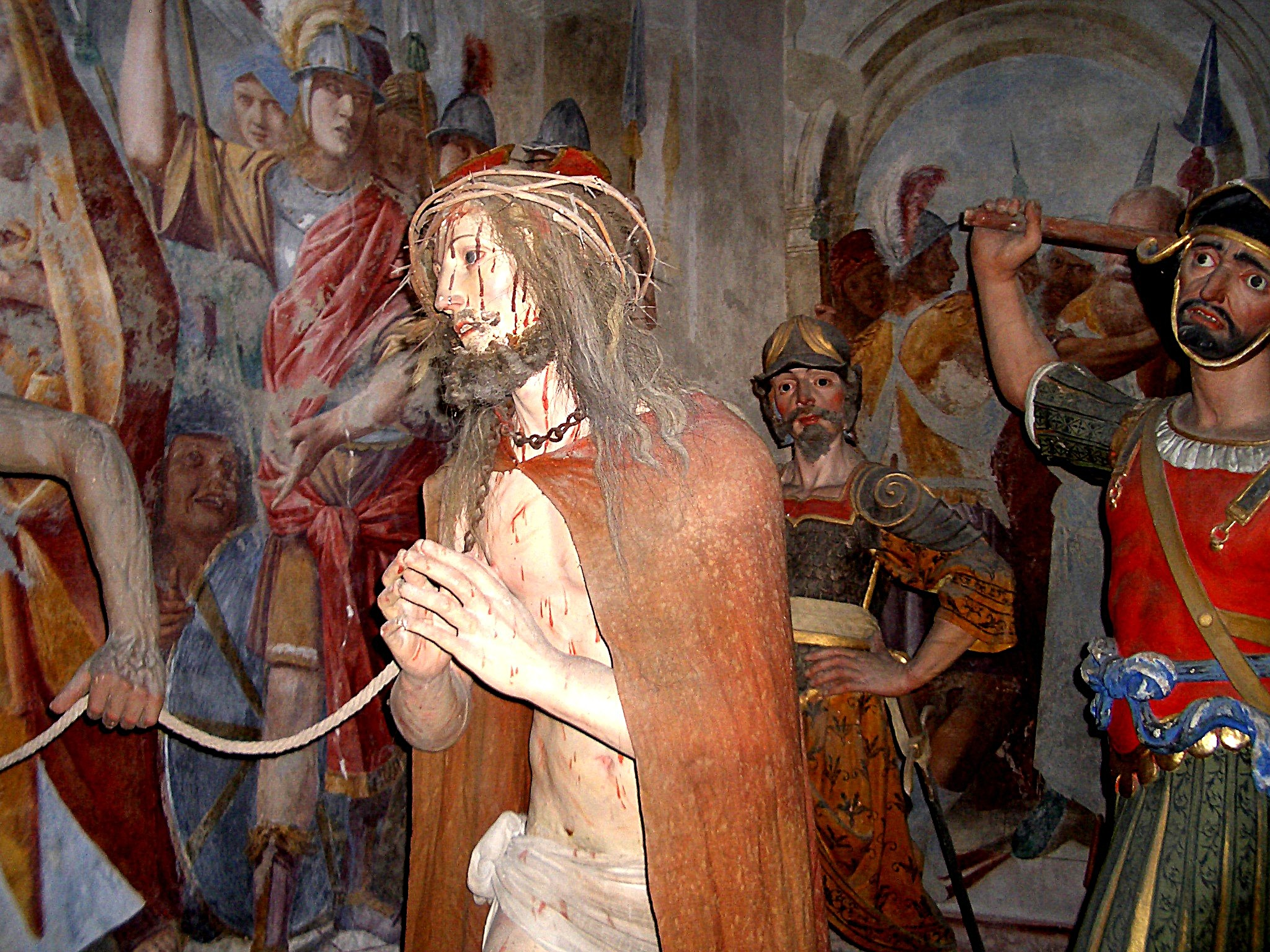
Sacro Monte di Varallo
Gaudenzio Ferrari, Estátua de Cristo rumo ao Calvário, madeira policromática, ca. 1510

Em 2003 foram inscritos como Patrimônio Mundial da UNESCO.
O modelo de Montanha Sagrada é uma criação Cristã que surgiu no final do Século XV durante a Contra Reforma, espalhando-se da Itália para a Europa e para o Novo Mundo. Uma Montanha Sagrada é um complexo de devoção que fica no alto de uma montanha, com uma série de capelas ou quiosques contendo cenas da vida de Jesus Cristo, da Virgem Maria ou de santos, tanto em pinturas quanto em esculturas.
Como em Nova Jerusalém, as Montanhas Sagradas oferecem ao peregrinos uma oportunidade de visitar locais sagrados e numa escala menor, fazer parte das construções onde ocorreu a Paixão de Cristo. As Montanhas Sagradas ficam em locais altos, distantes dos centros das cidades, em paisagens mais naturais. O itinerário lembra a Via Dolorosa, a estrada que leva de Jerusalém ao Calvário por onde Cristo carregou sua cruz.
Os nove Sacri Monti são:
- Sacro Monte di Varallo (1486), Varallo Sesia, Vercelli
- Sacro Monte di Crea, Serralunga di Crea (1589), Alessandria
- Sacro Monte di Orta, Orta San Giulio (1590), Novara
- Sacro Monte di Varese, Varese (1598)
- Sacro Monte di Oropa, Oropa (1617), Biella
- Sacro Monte di Ossuccio, Ossuccio (1635), Como
- Sacro Monte di Ghiffa, Ghiffa (1591), Verbano-Cusio-Ossola
- Sacro Monte di Domodossola, Domodossola (1657), Verbano-Cusio-Ossola
- Sacro Monte di Belmonte, Valperga (1712), Turim